# Berliner Dom
Berliner Dom, formellt Oberpfarr- und Domkirche zu Berlin, är en luthersk katedral belägen i Berlin, Tyskland. Den är även den största protestantiska kyrkan i staden. Den nuvarande kyrkobyggnaden uppfördes mellan 1894 och 1905 efter ritningar av Julius Raschdorff.

## Historia

### Den gotiska domkyrkan
Omkring Berlins slott har flera tidigare kyrkobyggnader funnits. Under medeltiden låg ett dominikanerkloster söder om slottet, som omkring 1536 byggdes ut och omvandlades till domkyrka för Berlin; dominikanermunkarna flyttade då till Sankt Pauli-klostret i Brandenburg an der Havel. 1539 infördes reformationen i Brandenburg och i och med detta blev kyrkan luthersk domkyrka i Berlin. Domkyrkan var från 1608 huvudkyrka i den ena av tvillingstaden Berlins ursprungliga städer, Cölln.

### 1700-talskyrkan
Den förfallna medeltida kyrkobyggnaden revs 1750 och ersattes då av en nybyggd barockkyrkobyggnad norr om slottet vid Lustgarten, på platsen för den nuvarande domkyrkan, dit också den kungliga begravningskryptan flyttades. Kyrkan byggdes åren 1816–1821 om i klassicistisk stil efter ritningar av Karl Friedrich Schinkel.

### Kejsar Vilhelm II:s domkyrka
Efter att Berlin 1871 blivit huvudstad i Kejsardömet Tyskland ansågs den gamla domkyrkan för liten för kejsardömets representationsbehov.  Arkitekten Julius Raschdorff presenterade sina planer för en ny domkyrka 1885, men först under kejsaren Vilhelm II beslutades att riva den gamla domkyrkan och uppföra en ny, som stod klar 1905. 
Under andra världskriget bombades kyrkan och skadades svårt. 1975 påbörjade man återuppbyggnaden, och 1984 inleddes även restaureringen av den mycket praktfulla interiören. 1993 öppnade kyrkan igen.

## Hohenzollernkryptan
Under kyrkan finns en stor krypta som användes som kunglig begravningsplats av den preussiska kungaätten Hohenzollern mellan 1536 och 1916. Många av kurfurstarna av Brandenburg och de senare kungarna av Preussen begravdes här, däremot ingen av de tyska kejsarna. Den siste kungen av Preussen som begravdes i kyrkan var Fredrik Vilhelm II. Kryptan är liksom resten av kyrkan öppen för turister.
Personer som begravts i Hohenzollernkryptan (i kronologisk och familjeordning):
(Numreringen motsvarar den på sarkofagerna.)

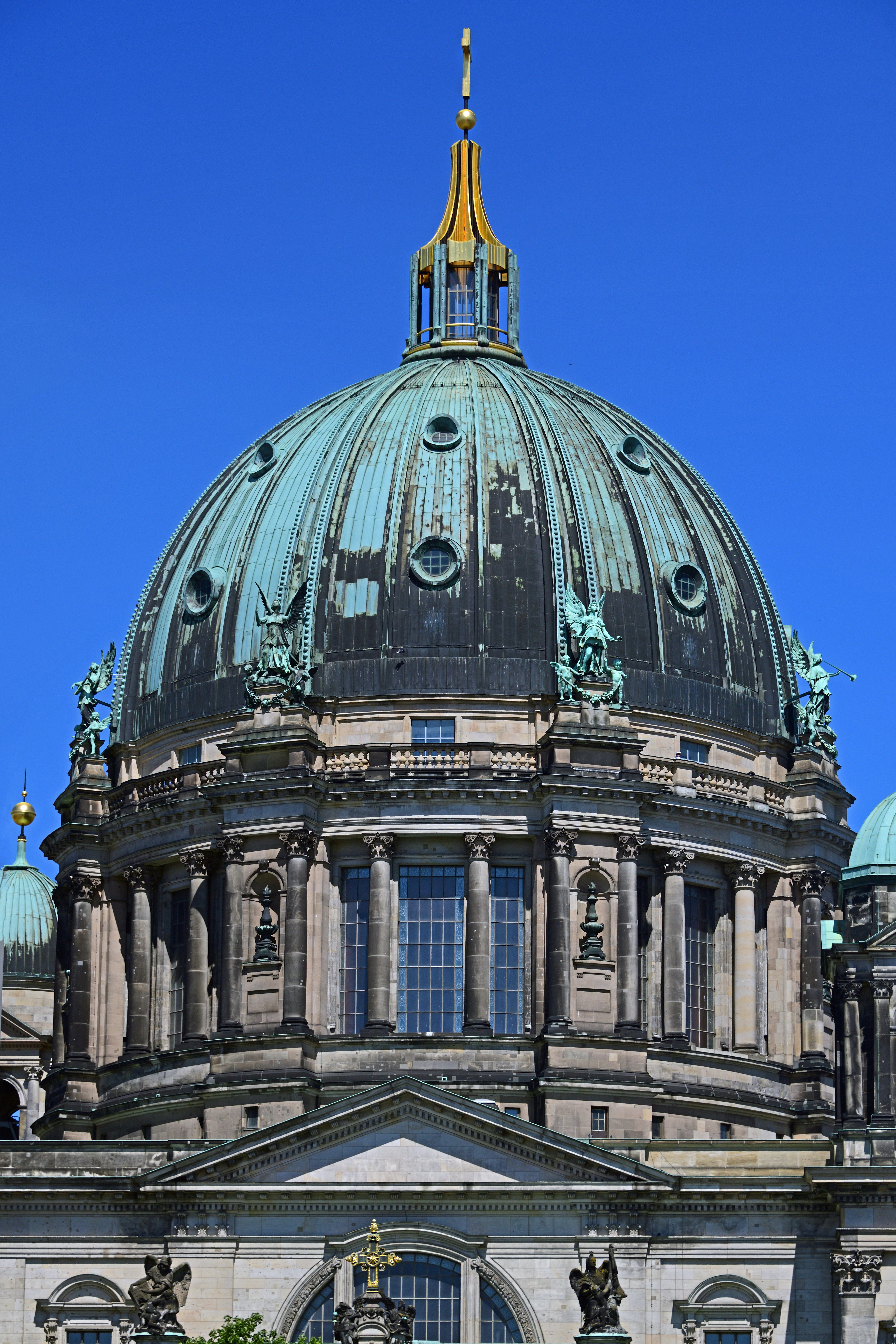
Närbild på den centrala kupolen.

- Kurfurst Johan Cicero av Brandenburg (1455–1499)
- (3) – Kurfurst Johan Georg av Brandenburg (1525–1598), g.m. (4) – Elisabeth av Anhalt-Zerbst (1563–1607)
- (2) – Elisabet Magdalena av Brandenburg (1537–1595), dotter till kurfurst Joakim II av Brandenburg
- (5) – Kurfurst Joakim Fredrik av Brandenburg (1546–1608), g.m. 1: (6) – Katarina av Brandenburg-Küstrin (1549–1602)
  - (8) – Kurfurst Johan Sigismund av Brandenburg (1572–1619) med sönerna:
    - (15) – Joakim Sigismund (1603–1625)
    - (16) – Albrekt Christian (1609–1609)

  - (9) – August av Brandenburg (1580–1601)
  - (10) – Albert Fredrik av Brandenburg (1582–1600)
  - (12) – Joakim av Brandenburg (1583–1600)
  - (13) – Ernst av Brandenburg (1583–1613)
- Kurfurst Joakim Fredriks andra äktenskap: (7) – Eleonora av Preussen (1583–1607)
- (18) – Katarina Sofia av Pfalz (1594–1665), dotter till Fredrik IV av Pfalz
- (17) – Elisabet Charlotta av Pfalz (1597–1660), hustru till kurfurst Georg Vilhelm av Brandenburg
- (14) – Anna Sofia av Brandenburg (1598–1659), furstinna av Braunschweig-Wolfenbüttel, dotter till Johan Sigismund
- (20) – Georg (1613–1614)
- (11) – Albrekt (1614–1620)
- (21) – Katarina Sibylla (1615–1615)
- (22) – Ernst av Brandenburg-Jägerndorf (1617–1642)
- (A) – Kurfurst Fredrik Vilhelm av Brandenburg (1620–1688), g.m. 1: (24) – Lovisa Henrietta av Oranien-Nassau (1627–1667)
  - (28) – Vilhelm Henrik (1648–1649)
  - (47) – Karl Emil av Brandenburg (1655–1674)
  - (D) – Kung Fredrik I av Preussen (1657–1713), g.m: (45) – Elisabet Henrietta av Hessen-Kassel (1661–1683)
  - g.m. 2: (C) – Sofia Charlotta av Hannover (1668–1705)
    - (48) – Fredrik August (1685–1686)

  - Katedralens interiör mot altaret.(26) – Henrik (1664–1664)
  - (27) – Amalia (1664–1665)

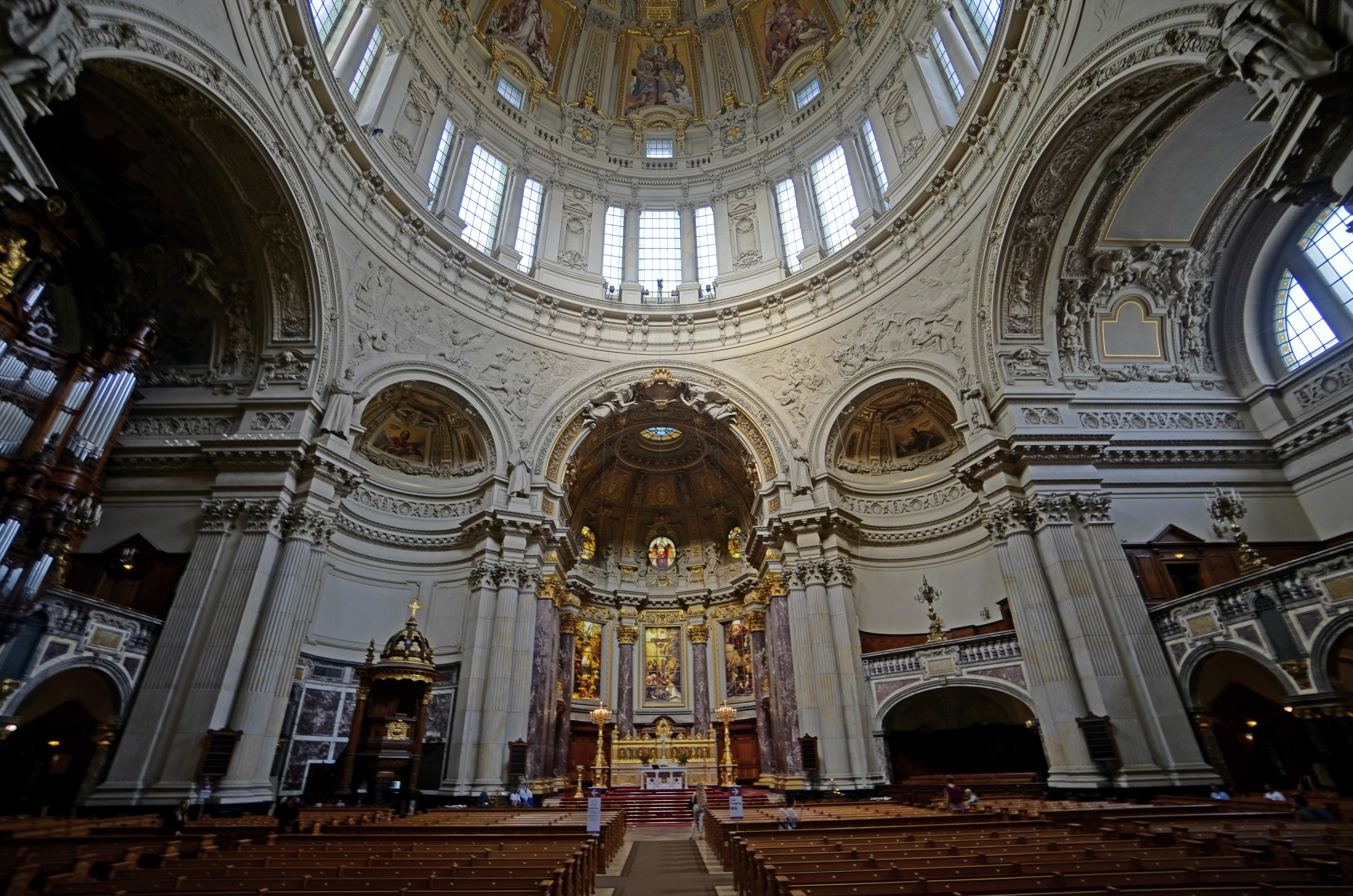
Katedralens interiör mot altaret.

  - (30) – Ludvig av Brandenburg (1666–1687)
- Kurfurst Fredrik Vilhelms 2:a äktenskap:(B) – Dorotea Sofia av Schleswig-Holstein-Sonderburg-Glücksburg (1636–1689)
  - (31) – Filip Vilhelm av Brandenburg-Schwedt (1669–1711)
  - (91) – Albrekt Fredrik av Brandenburg-Schwedt (1672–1731), g.m. Maria Dorotea av Kurland (1684–1743)
    - (92) – Fredrik (1704–1707)
    - (39) – Karl Fredrik Albrekt av Brandenburg-Schwedt (1705–1762)
    - (38) – Louise (1709–1726)
    - (40) – Fredrik av Brandenburg-Schwedt (1710–1741)Lutherros på fasaden.

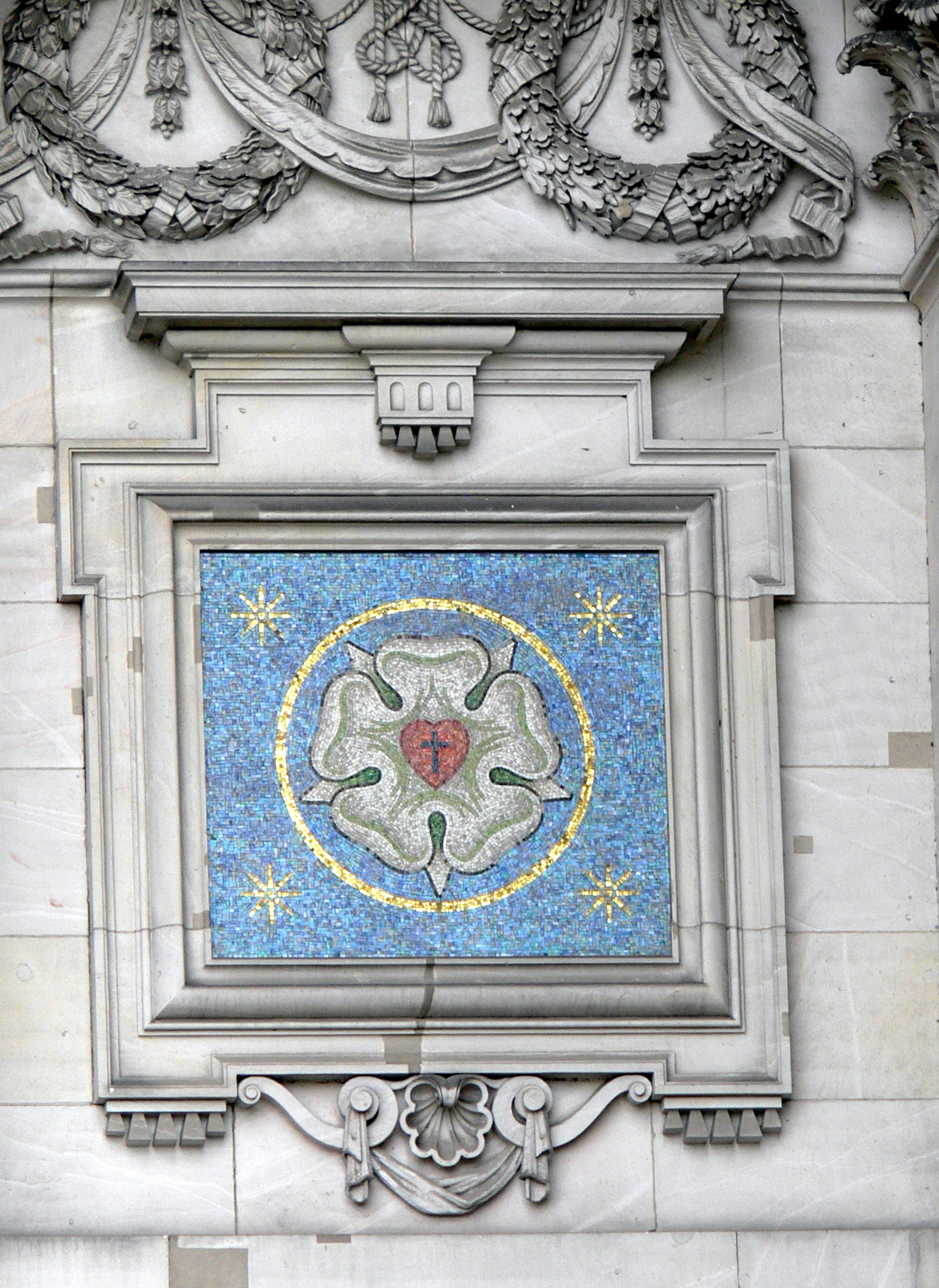
Lutherros på fasaden.

    - (94) – Fredrik Vilhelm av Brandenburg-Schwedt (1714–1744)

  - (34) – Karl Filip av Brandenburg-Schwedt (1673–1695)
  - (95) – Kristian Ludvig av Brandenburg-Schwedt (1677–1734)
  - (29) – Dorotea (1675–1676)
- (11) – Johan Sigismund (1624–1624)
- (49) – Sofia Dorotea av Hannover (1687–1757), drottning av Preussen, g.m. Fredrik Vilhelm I
  - (50) – Fredrik Ludvig (1707–1708)
  - (51) – Fredrik Vilhelm (1710–1711)
  - (53) – Charlotta Albertina (1713–1714)
  - (58) – August Vilhelm av Preussen (1722–1758) g.m. (59) – Lovisa Amalia av Braunschweig-Wolfenbüttel (1722–1780)
    - (61) – Kung Fredrik Vilhelm II av Preussen (1744–1797) g.m. (62) – Fredrika Louise av Hessen-Darmstadt (1751–1805)
      - (64) – Vilhelmina (1772–1773)
      - (65) – Fredrik Ludvig Karl av Preussen (1773–1796), kallad Louis
        - (66) – Fredrik Vilhelm Karl Georg (1795–1798)

      - (63) – (son) (1777)
      - (88) – Karl Henrik av Preussen (1781–1846), stormästare av johanniterorden
      - (87) – Vilhelm av Preussen (1783–1851) g.m. (84) – Maria Anna Amalia av Hessen-Homburg (1785–1846)
        - (79) – Vilhelm (1811–1813)
        - (89) – Adalbert av Preussen (1811–1873)
        - (74) – Thassilo (1813–1814)
        - (86) – Valdemar av Preussen (1817–1849)

    - (56) – Henrik av Preussen (1747–1767)
    - (60) – Georg Karl Emil (1758–1759)

  - (55) – Anna Amalia av Preussen (1723–1787)
  - (67) – Ferdinand av Preussen (1730–1813) g.m. (68) – Anna Elisabet Lovisa av Brandenburg-Schwedt (1738–1820)
    - (71) – Fredrika Elisabet Dorotea Henrietta Amalia (1761–1773)
    - (70) – Fredrik Henrik Emil Carl (1769–1773)
    - (72) – Ludvig (1771–1790)
    - (73) – Louis Ferdinand av Preussen (1772–1806)
    - (69) – Fredrik Paul Henrik August (1776–1776)
    - (75) – August av Preussen (1779–1843)
- (32) – Fredrika av Brandenburg-Schwedt (1700–1701)
- (33) – Georg Vilhelm av Brandenburg-Schwedt (1704–1704)
- (54) – Elisabet Kristina av Braunschweig-Wolfenbüttel-Bevern (1715–1797), drottning av Preussen, hustru till kung Fredrik II av Preussen
- (52) – Ludvig (1717–1719)
- (57) – Vilhelmina av Hessen-Kassel (1726–1808), hustru till Henrik av Preussen (1726–1802)
- (81) – Philippine av Brandenburg-Schwedt (1745–1800), hustru till lantgreve Fredrik II av Hessen-Kassel
- (76) – Namnlös prinsessa (1794), dotter till kung Fredrik Vilhelm III av Preussen
- (77) – Fredrika (1799–1800), dotter till Fredrik Vilhelm III
- (78) – Ferdinand (1804–1806), son till Fredrik Vilhelm III
- (83) – Namnlös prins (1806), son till Vilhelm I av Nederländerna
- (82) – Fredrik Vilhelm Ferdinand av Hessen-Kassel (1806–1806), son till lantgreve Vilhelm II av Hessen-Kassel
- (80) – Namnlös prins (1832), son till prins Albrekt av Preussen
- (88) – Anna (1858–1858), dotter till prins Fredrik Karl av Preussen
- (93) – okänd

## Bilder

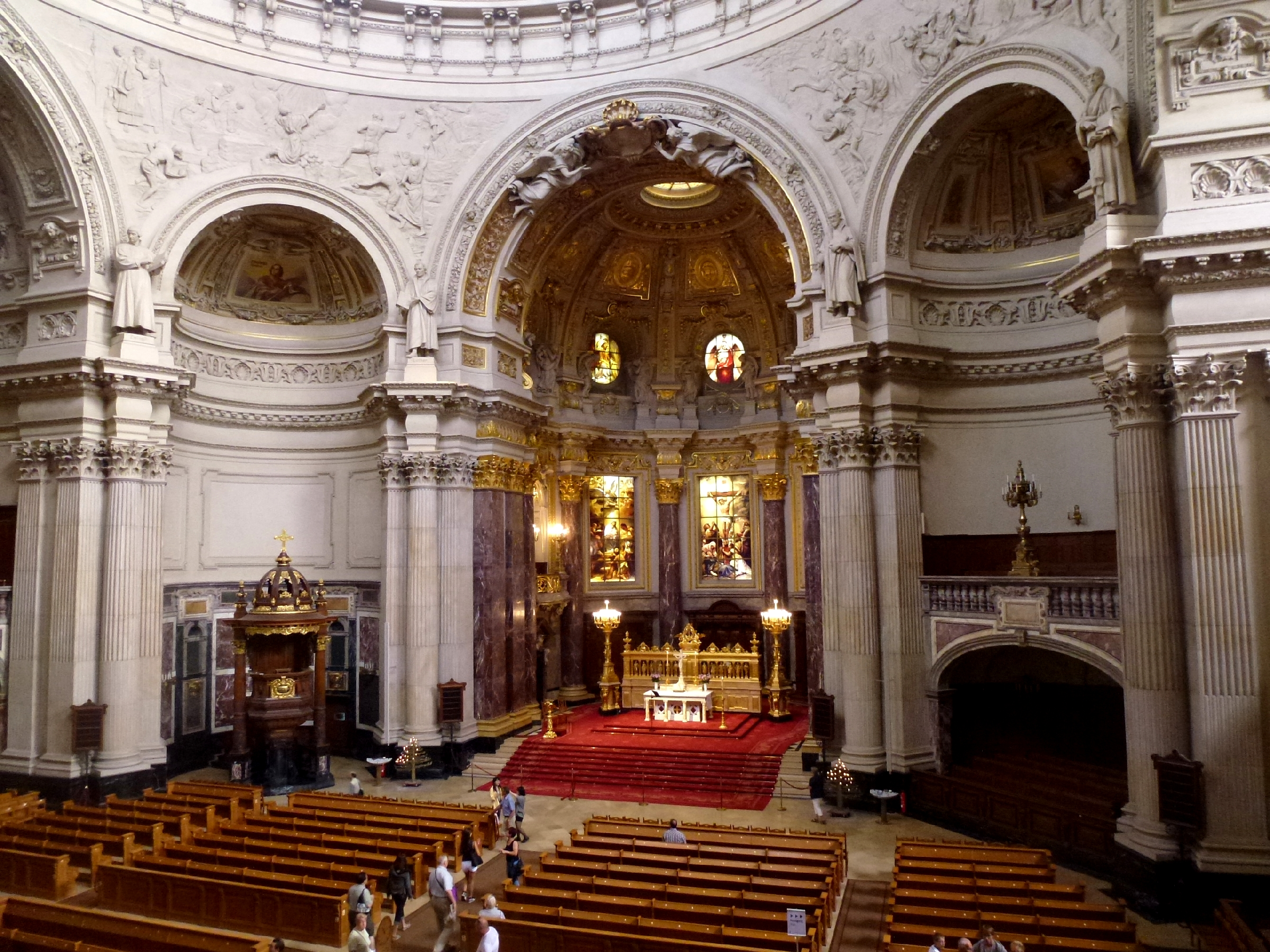
Interiör.
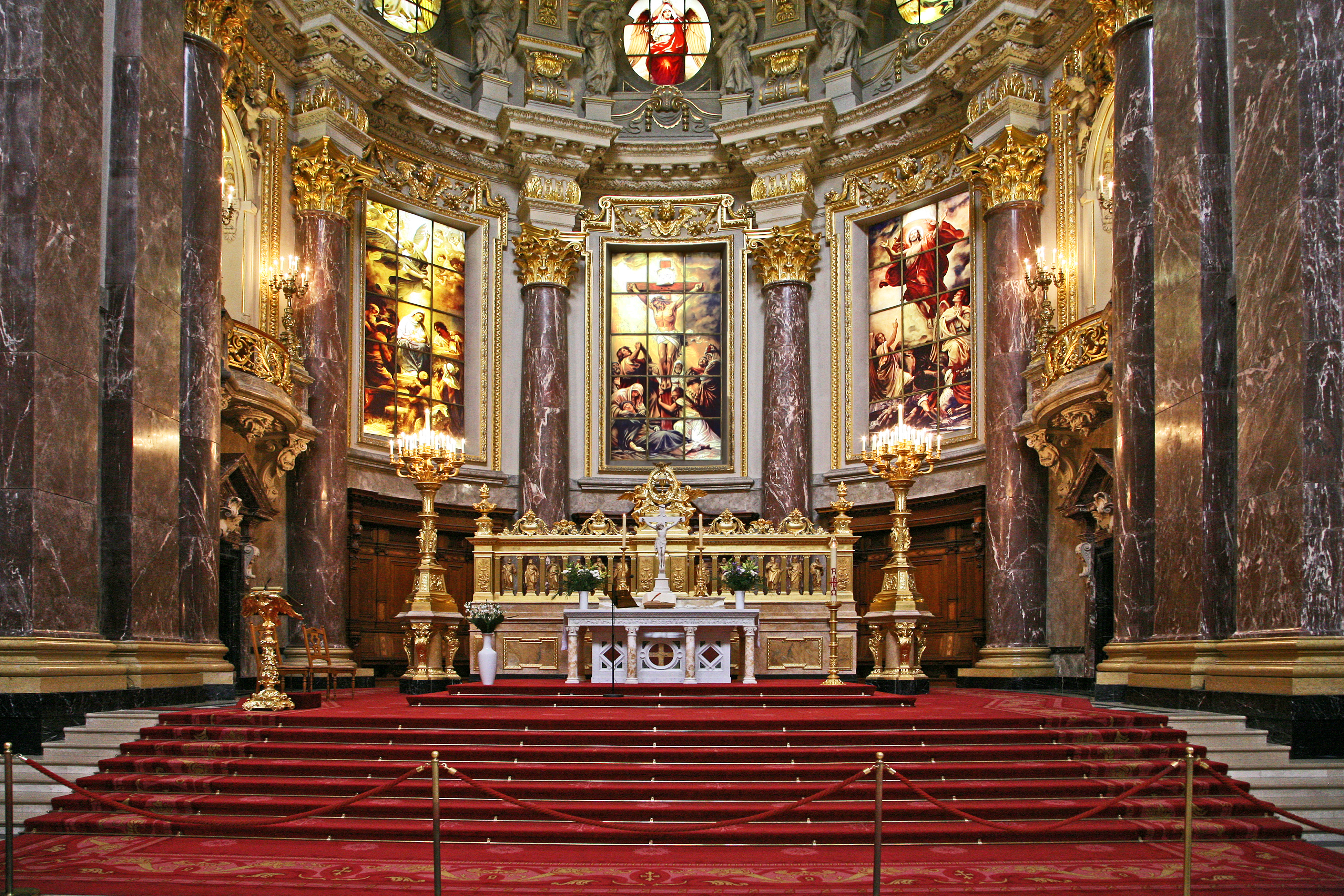
Koret.
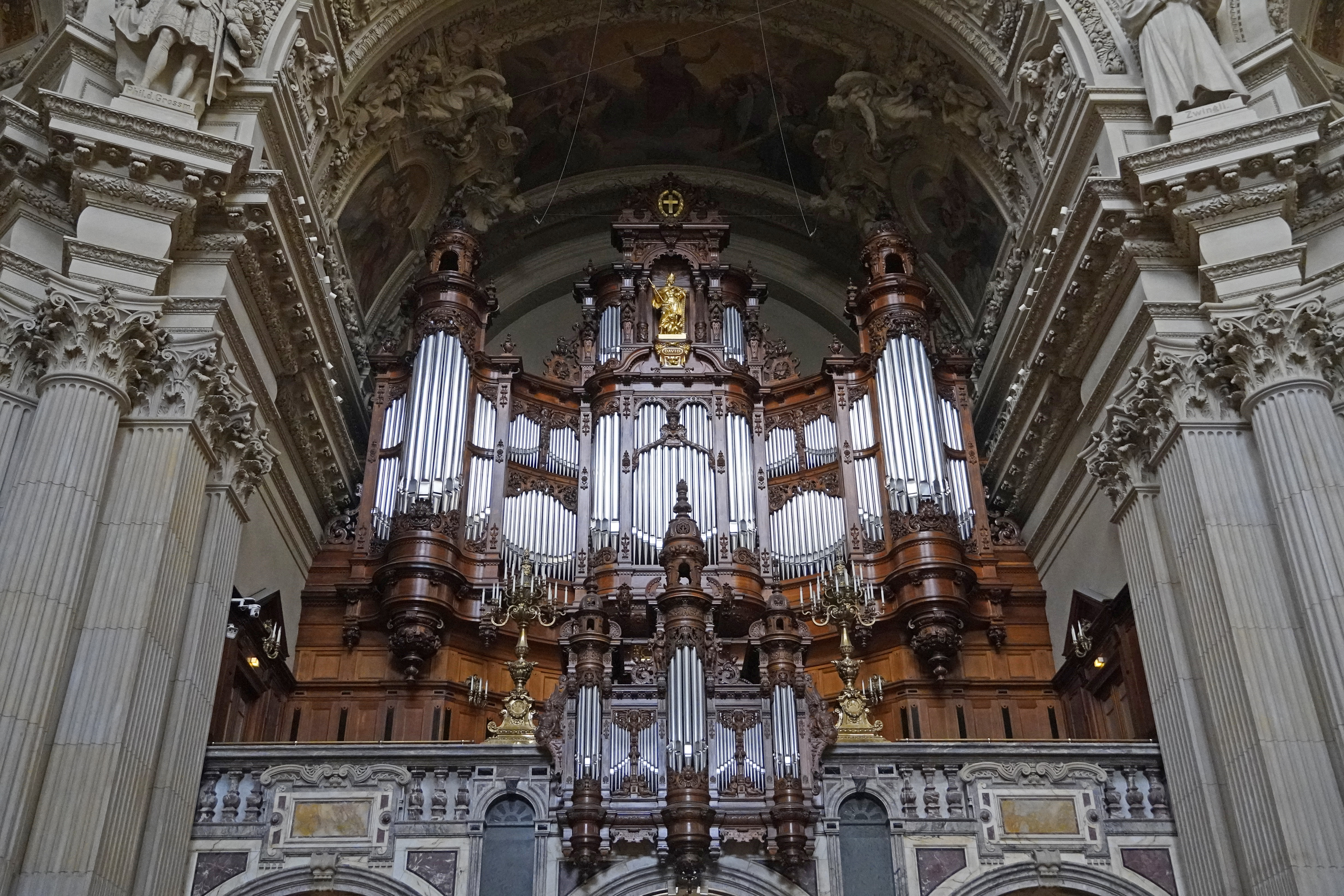
Orgeln.
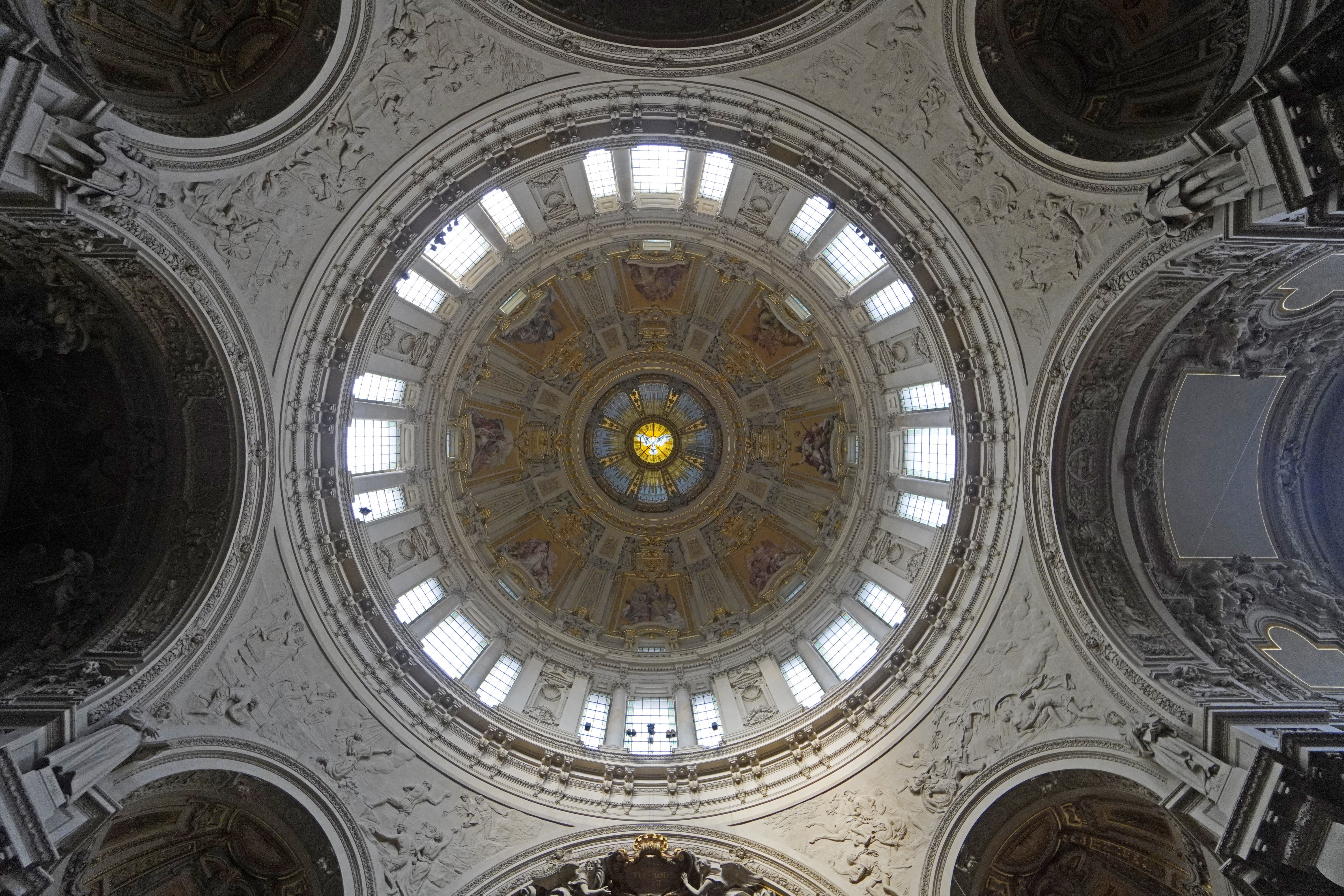
Kupolen.